# Tom Berendsen
Tom Berendsen é um político holandês do Apelo Democrata-Cristão (CDA) que actua como membro do Parlamento Europeu desde 2019.

## Carreira política
Berendsen é membro do Parlamento Europeu desde as eleições europeias de 2019. No parlamento, desde então tem servido na Comissão da Indústria, Investigação e Energia e na Comissão do Desenvolvimento Regional. Além das suas atribuições na comissão, faz parte da delegação do parlamento para as relações com o Parlamento Pan-africano. Ele também é membro do Intergrupo URBAN.